# Сандригайло, Николай Фаддеевич
Николай Фаддеевич Сандригайло (10 октября 1909, Екатеринбург, Российская империя — 19 декабря 1982, Свердловск, РСФСР, СССР) — первый директор Соколовско-Сарбайского горнообогательного комбината (1954—1972), Герой Социалистического Труда (1966). Депутат Верховного Совета Казахской ССР.

## Биография
Родился 10 октября 1909 года в Екатеринбурге в учительской семье.
Трудовую деятельность начал с четырнадцатилетнего возраста, окончил школу крестьянской молодёжи.
В 1931 году окончил с отличием Нижнетагильский горно-металлургический техникум. Получив диплом горного техника, работал на Высокогорском руднике, в Лебяженском и Гороблагодатском рудоуправлениях. Через несколько лет был назначен начальником объединения рудников Бакальского рудоуправления Челябинской области. Потом был главным инженером Златоустского рудоуправления посёлка Магнитка. В 1940 году вступил в КПСС.
В начале 50-х годов XX столетия работал заместителем управляющего трестом «Уралруда» в Свердловске. В 1952 году поступил на заочное обучение на Высшие инженерные курсы при Свердловском горном институте.
В 1954 году был назначен на должность директора нового Соколовско-Сарбайского горнообогатительного комбината в Кустанайской области Казахской ССР вблизи будущего города Рудный. В результате управленческой деятельности Николая Сандригайло уже к концу 1957 года была запущена первая дробильная установка, которая дала в этом году 1 миллион тонн сырой руды.
Избирался депутатом Верховного Совета Казахской ССР 6-7 созывов.
Был директором Соколовско-Сарбайского горнообогатительного комбината до 1972 года. Перенеся инсульт, вынужден был завершить трудовую деятельность. Вернулся в Свердловск, из-за осложнений после инсульта был прикован к постели.
Скончался 19 декабря 1982 года. Похоронен на Широкореченском кладбище Екатеринбурга.

## Награды
- Герой Социалистического Труда — указом Президиума Верховного Совета СССР от 22 марта 1966 года
- Орден Ленина (1966)
- Орден Трудового Красного Знамени — дважды (31.03.1945[2], …)
- полный кавалер знака «Шахтёрская слава»
- Медаль «За доблестный труд»
- почётный гражданин города Рудного

## Память
- Именем Николая Сандригайло названа одна из главных улиц в городе Рудный Кустанайской области, бывшая часть улицы Мира.